# 宮川実
宮川 実（みやがわ みのる、1982年2月10日 - ）は、地方競馬の高知競馬場・打越勇児厩舎所属の騎手である。勝負服の柄は黒・胴白星散らし。高知県出身、身長165センチメートル、血液型B型。同じく高知競馬場に所属する宮川浩一調教師は実兄。妻は同じ高知競馬所属の元騎手・現調教師の別府真衣。

## 来歴
1999年9月29日付けで地方競馬騎手免許を取得（打越初男厩舎所属）。同年10月2日、第12回高知競馬1日目第3競走C63条件戦カタマルヒーローで優勝し、初騎乗初勝利（7頭立て2番人気）。
2001年9月10日、第16回全日本新人王争覇戦出場（12人中3位）。
2002年7月21日、第6回高知競馬4日目第3競走アラブ系D級条件戦をパラダイスマジックで優勝し地方競馬通算100勝達成（9頭立て3番人気）。
2003年10月19日、第11回高知競馬2日目第10競走第7回荒鷲賞をホワイトメビウスで優勝し重賞初制覇（12頭立て8番人気）。
2007年10月20日、第11回高知競馬3日目第11競走C2級条件戦をベルモントヒビキで優勝し地方競馬通算500勝達成（9頭立て1番人気）。同年11月10日、第4回こうち・福山スタージョッキーシリーズに出場し総合優勝を果たす。
2009年4月24日、第2回高知競馬1日目第2競走D級ロ条件戦をビッグサクセスで優勝し地方競馬通算700勝達成（12頭立て2番人気）。同年5月2日、第2回高知競馬3日目第1競走田口家・寺本家協賛 公仁彦・智津結婚特別（3歳2組一般戦）において騎乗したクラウザーサンが馬体に故障を生じ、落馬した際に顔面を複雑骨折し左目を失明する重傷を負い、1年あまりの療養を余儀なくされる。
2010年5月29日、第5回高知競馬1日目第4競走打越厩舎一同応援 復帰おめでとう!特別（C3四組一般戦）グロリアで騎乗再開（8頭立て2番人気7着）。この日の競走はメインと最終競走以外、すべて宮川実の復帰を祝う冠協賛レースで埋め尽くされた。翌30日第5回高知競馬2日目第4競走C3二組一般戦をマルタカデピュティで優勝（8頭立て1番人気）し、復帰後4戦目で勝利を挙げる。
2011年3月13日打越初男調教師の死去に伴い、細川忠義厩舎に所属変更した。
2012年4月17日打越勇児厩舎に所属変更した。
2013年6月1日高知競馬第6競走をクイックリープで勝ち、地方通算7690戦目で通算1000勝を達成した。
私生活においては2018年9月13日、同じ高知競馬所属の騎手である別府真衣と入籍した。
2021年は473戦134勝と高知リーディングは赤岡修次に及ばず2位、全国リーディングは19位であったものの、勝率28.3%は全国1位となった。
2022年1月9日高知競馬第8競走をララメダイユドールで勝ち、地方通算1万3156戦目で通算2000勝を達成した。
2023年1月31日に川崎で行われた第20回佐々木竹見カップ ジョッキーズグランプリで総合優勝。同年7月26日、園田競馬場で行われた地方競馬ジョッキーズチャンピオンシップで総合優勝し、同年8月26・27日のワールドオールスタージョッキーズ（WAJS）の地方競馬代表騎手（WAS選抜）として初出場を果たした。これまで中央競馬での騎乗経験はなく、当該週はWAJSの4レースのほか、エキストラ騎乗でも5レース騎乗しており、26日の札幌競馬第7競走・バロックダンスが中央競馬初騎乗となった（13頭立て4着）。

## 主な騎乗馬
- ホワイトメビウス（2003年荒鷲賞）
- オリジナルステップ（2003年黒潮菊花賞、2008年珊瑚冠賞）
- ストロングボス（2004年建依別賞、2005年二十四万石賞、建依別賞、2007年二十四万石賞）
- カクショウ（2007年黒潮菊花賞）
- マイネリスペクト（2011年黒潮皐月賞）
- スウィングベル（2011年珊瑚冠賞）
- コスモワッチミー（2012年福永洋一記念）
- ファイアーフロート（2013年建依別賞）
- オオミカミ（2014年二十四万石賞）
- ブルージャスティス（2014年金の鞍賞、2015年土佐秋月賞）
- メイショウパーシー（2016年建依別賞）
- ティアップリバティ（2018年福永洋一記念、高知県知事賞）
- ツクバクロオー（2020年福永洋一記念）
- マリンスカイ（2021年黒潮ジュニアチャンピオンシップ、2022年土佐春花賞）
- ブラックランナー（2022年御厨人窟賞）
- ララメダイユドール(2022年二十四万石賞、福永洋一記念、黒潮マイルチャンピオンシップ）
- グッドヒューマー（2023年珊瑚冠賞、2024年大高坂賞）
- プリフロオールイン（2023年ネクストスター高知、金の鞍賞、2024年黒潮皐月賞、高知優駿）[15]